# Leucania gratiosa
Leucania gratiosa là một loài bướm đêm trong họ Noctuidae.